# Cyclocephala holmbergi
Cyclocephala holmbergi är en skalbaggsart som beskrevs av Martinez 1968. Cyclocephala holmbergi ingår i släktet Cyclocephala och familjen Dynastidae. Inga underarter finns listade i Catalogue of Life.